# Мінськ (футбольний клуб)
«Мінськ» (біл. ФК Мінск, неофіційно ФК Менск) — білоруський футбольний клуб із Мінська, заснований 2006 року. Виступає у найвищому дивізіоні Білорусі.

## Досягнення
Чемпіонат Білорусі
- Бронзовий призер (1): 2010

 Кубок Білорусі
- Володар (1): 2013.